# Nemenikuće
Nemenikuće (cyr. Неменикуће) – wieś w Serbii, w mieście Belgrad, w gminie miejskiej Sopot. W 2011 roku liczyła 1992 mieszkańców.